# Music & Media
Music & Media — європейський щотижневий журнал для радіо, музики та розваг. Вперше він був опублікований у 1984 році як Eurotipsheet, а в 1986 році він змінив назву на Music & Media. Спочатку він базувався в Амстердамі, але на початку 1997 року переїхав до Лондона. У травні 1988 року тижневик підписав контракт із концерном Coca-Cola, який протягом наступних п'яти років був спонсором журналу. Music & Media припинив свою діяльність у серпні 2003 року. Music & Media була дочірнім виданням журналу Billboard.

## Чарти
- European Top 100 Albums (продажі)
- European Hot 100 Singles (продажі)
- European Airplay Top 50 (airplay) (раніше називався European Hit Radio Top 40)
- European Border Breakers (трансляція європейських пісень, що вириваються з країни їх підписання)
- European Radio Top 50
- Adult Contemporary Europe
- European Dance Radio
- European Dance Traxx

## Нагороди
Видання вручало нагороду Pan European Awards, пізніше названу Music & Media Year End Awards. Переможці були обрані Європейським музичним звітом, який відзначає виконавців з «найбільшими досягненнями в продажах» у Європі протягом року на основі продажів і показників виконавців у чартах «European Hot 100» і «European Top 100 Albums». Серед постійних переможців першого десятиліття були Майкл Джексон, Брюс Спрінгстін і Мадонна.